# Valanidoússa
Valanidoússa är en ort i Grekland.   Den ligger i prefekturen Nomós Prevézis och regionen Epirus, i den centrala delen av landet, 300 km nordväst om huvudstaden Aten. Valanidoússa ligger 449 meter över havet och antalet invånare är 212.
Terrängen runt Valanidoússa är huvudsakligen kuperad, men åt nordväst är den platt. Runt Valanidoússa är det ganska glesbefolkat, med 30 invånare per kvadratkilometer. Närmaste större samhälle är Kanaláki, 3,5 km nordväst om Valanidoússa. == Kommentarer ==
1. ↑  Framräknat ur variansen i alla höjduppgifter (DEM 3") från Viewfinder Panoramas, inom 10 km radie.[2] Mer om algoritmen finns här: Användare:Lsjbot/Algoritmer.